# USS Fletcher (DD-445)
USS Fletcher (DD-445) – amerykański niszczyciel typu Fletcher, służący w United States Navy w czasie II wojny światowej. Pierwszy wcielony do służby okręt tego typu.
"Fletcher" swoją nazwą upamiętniał amerykańskiego admirała Franka F. Fletchera (1855–1928).
Stępkę okrętu położono 2 czerwca 1941 w stoczni Federal Shipbuilding and Dry Dock Company w Kearny w stanie New Jersey. Zwodowano go 3 maja 1942, matką chrzestną okrętu była wdowa po patronie okrętu. Okręt oddano do służby 30 czerwca 1942 z kapitanem Williamem M. Cole'em jako dowódcą.
26 marca 1949 okręt został przeklasyfikowany na DDE-445.